# Нсо

Ламнсо (восточная часть синей зоны) среди родственных языков грассфилдской группы

Нсо (англ. Nso / Nso', фр. Nso) — этническая группа в Камеруне:125.

## Описание
Нсо занимают северо-восточный угол Северо-Западного региона страны:125 — так называемый Нсоленд (англ. Nsoland). Также нсо живут в центре региона городе Баменда:135, в столице страны Яунде и в других крупных городах Камеруна. Национальная перепись 1987 года зафиксировала 217 тысяч нсо (включая родственных оку и мбями):125.
Столицей нсо является город Кумбо (Кимбо), в котором по данным переписи 2005 года жило более 80 тысяч человек. В Кумбо расположены дворец фона («короля», «вождя») нсо и ложи тайных мужских обществ. Город является торговым и религиозным центром региона:125.
Родной язык народа — ламнсо («язык нсо»), или просто нсо, относящийся к грассфилдской группе южнобантоидных языков. Центральный диалект языка используется в местных начальных школах, что положительно влияет на единение нсо:125. Также широко используются камерунский английский пиджин, государственные английский и французский языки.

## История
В XIX веке фонство («королевство, вождество») Нсо считалось значимой местной военной силой. Оно успешно противостояло налётам кочевников с севера и разбило войска большего и более централизованного королевства Бамум.
Фонство Нсо было колонизировано Германской империей в 1906 году после трёх месяцев войны между нсо и немцами:125. В результате Первой мировой войны страна нсо отошла к Великобритании. С 1961 года это часть независимого Камеруна, «традиционное государство».

## Традиционный быт
Традиционно нсо живут в компаундах под началом главы патриархального рода. Размеры и численность населения этих жилых комплексов могут варьировать:135.

## Религия

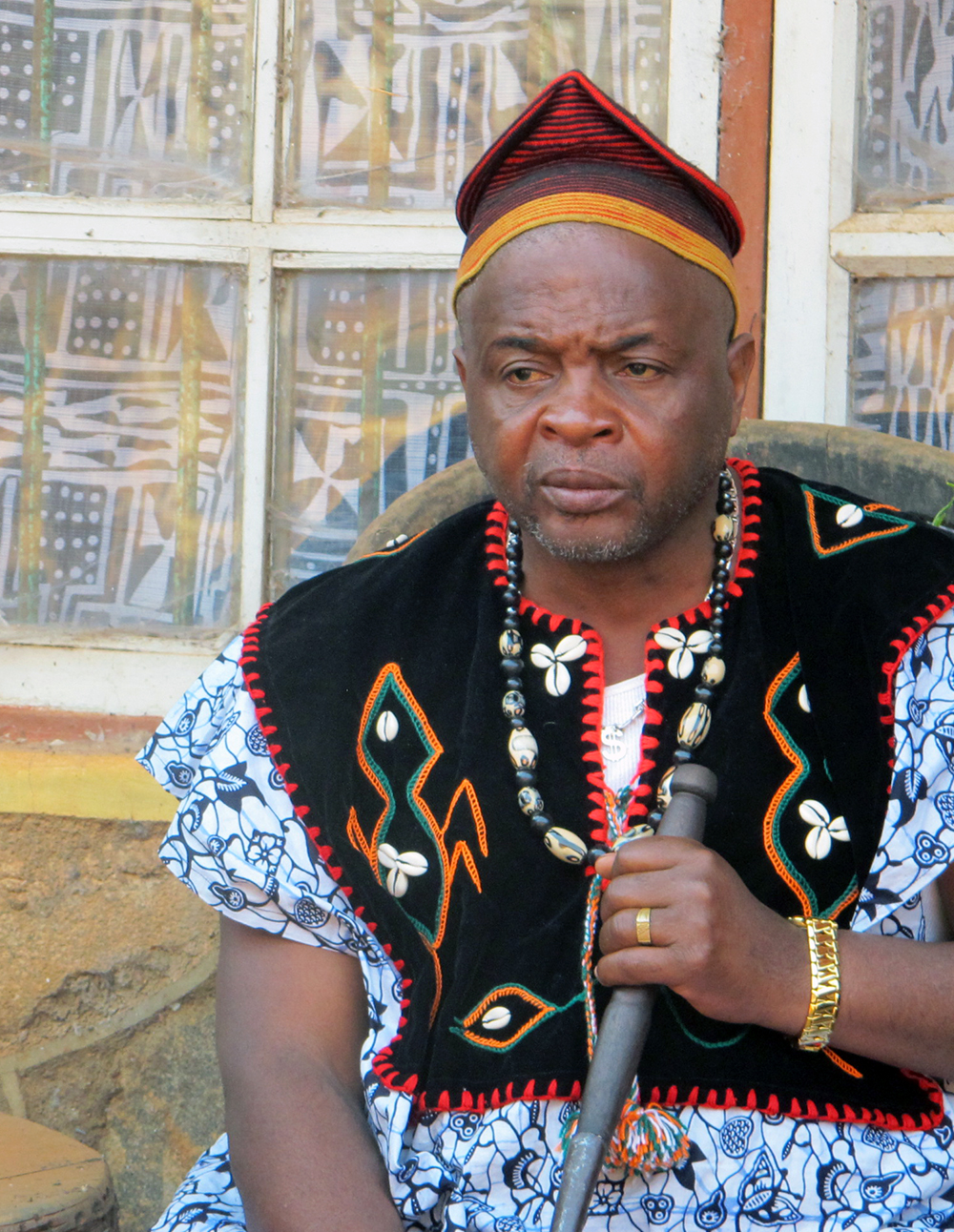
Фон нсо Сем Мбингло I в национальном костюме, 2013 год

Традиционная религия нсо, как и у других народов, не имевших письменности, не имела формализированных утверждений и общедоступных мест поклонения. В её основе вера в невидимых сущностей, прежде всего в первопричину всего — Nyuy («Бог»). Это нечто высшее, бесформенное, безличное, бесполое, всегда присущее миру, делимое в своих проявлениях во всём живом и в неживой природе и проявляющее себя в неожиданных событиях и необычных местах:126.
Также нсо верят в anyuy — божеств — и обожествляемых предков. Соответственно существуют отдельные ритуалы поклонения Nyuy — cu — и предкам — ntaŋri. Главное, общенациональное cu во главе с фоном проходит в середине марта, когда начинаются первые дожди. Также каждый род проводит свои cu:126. О предках вспоминают под час похорон и во время неблагоприятных событий:129—131. Мощными сверхъестественными силами наделяется и земля — nsay, определяющая справедливость и дарующая продукты:133—134.
Также распространено представление, что некоторые люди способны влиять на реальность посредством слов (sǝm). При этом фоны и некоторые другие люди якобы обладают благодетельной sǝm, например силами целительства, а ведьмы, вера в которых и по сей день широко распространена, — зловредной. Считается, что от колдовства могут уберечь силы защитной магии (shiv):131—133. Широко развита мистифицированная народная медицина:133.
Первые христианские миссионеры прибыли в страну нсо в 1912 году:125. Ныне наиболее популярной христианской деноминацией является католичество, также много пресвитерианцев и баптистов. Присутствуют свидетели Иеговы, бахаи и сунниты:134. Ощущается взаимное проникновение местных верований и мировых религий:137—139.